# لويس مندوزا (لاعب كرة قاعدة)
لويس مندوزا (بالإسبانية: Luis Mendoza)‏ هو لاعب كرة قاعدة مكسيكي، ولد في 31 أكتوبر 1983 في مدينة فيراكروز في المكسيك.

## وصلات خارجية
- لويس مندوزا على موقع دوري كرة القاعدة الرئيسي (الإنجليزية)
- لويس مندوزا على موقع الدوري الياباني لكرة القاعدة (الإنجليزية)
- لويس مندوزا على موقعبيزبول رفرنس.كوم (الدوري الرئيسي) (الإنجليزية)
- لويس مندوزا على موقعبيزبول رفرنس.كوم (الدوري الثانوي) (الإنجليزية)
- لويس مندوزا على موقع إي إس بي إن.كوم (أم.أل.بي) (الإنجليزية)
- لويس مندوزا على موقع مشجعي الرسوم البيانية (الإنجليزية)